# Fußball-Europameisterschaft 2012/Schweden
Dieser Artikel behandelt die schwedische Nationalmannschaft bei der Fußball-Europameisterschaft 2012. Für Schweden war es die fünfte Teilnahme und seit 2000 konnte sich Schweden immer qualifizieren, schied aber wie zuletzt 2008 auch diesmal wieder in der Vorrunde aus.

## Qualifikation

### Verlauf
Die schwedische Mannschaft wurde bei der Auslosung der Qualifikationsgruppen am 7. Februar 2010 in Warschau der Qualifikationsgruppe E zugelost. Nach Siegen gegen Ungarn und San Marino an den Auftaktspieltagen im September des Jahres kassierte die Mannschaft ihrem dritten Qualifikationsspiel gegen die Niederlande nach Gegentoren von jeweils zweimal Klaas-Jan Huntelaar und Ibrahim Afellay beim Ehrentreffer zum 1:4-Endstand durch den Holland-Legionär Andreas Granqvist die erste Niederlage. In das Jahr 2011 starteten die Schweden mit zwei Siegen gegen Moldawien und einem 5:0-Heimerfolg gegen Finnland, durch die anschließende Niederlage gegen Ungarn wurde es noch mal spannend im Duell um den zweiten Platz hinter den die Gruppe verlustpunktfrei dominierenden Niederländern. Nach erneuten Siegen gegen San Marino und Finnland stand die Mannschaft schließlich vor dem letzten Spieltag aufgrund des besseren Vergleichs gegenüber Ungarn vorzeitig als Gruppenzweiter fest. Im abschließenden Gruppenspiel führten die Torschützen Kim Källström, Sebastian Larsson per Strafstoß und Ola Toivonen – erneut Klaas-Jan Huntelaar und Dirk Kuyt trafen für den Gegner – Schweden zum Sieg über die Niederländer. Der Erfolg bedeutete die direkte Qualifikation, da die Mannschaft in der Endabrechnung mit sechs anrechenbaren Siegen zwei Punkte vor Portugal und Kroatien in der Liste der besten zweitplatzierten Mannschaften lag.
| Pl. | Land        | Sp. | S | U | N  | Tore    | Punkte |
| --- | ----------- | --- | - | - | -- | ------- | ------ |
| 1.  | Niederlande | 10  | 9 | 0 | 1  | 037:800 | 27     |
| 2.  | Schweden    | 10  | 8 | 0 | 2  | 031:110 | 24     |
| 3.  | Ungarn      | 10  | 6 | 1 | 3  | 022:140 | 19     |
| 4.  | Finnland    | 10  | 3 | 1 | 6  | 016:160 | 10     |
| 5.  | Moldau      | 10  | 3 | 0 | 7  | 012:160 | 09     |
| 6.  | San Marino  | 10  | 0 | 0 | 10 | 000:530 | 0      |

| 03.09.2010 | Solna     | Schweden    | – | Ungarn     | 2:0 (0:0) |
| 07.09.2010 | Malmö     | Schweden    | – | San Marino | 6:0 (3:0) |
| 12.10.2010 | Amsterdam | Niederlande | – | Schweden   | 4:1 (2:0) |
| 29.03.2011 | Solna     | Schweden    | – | Moldawien  | 2:1 (1:0) |
| 03.06.2011 | Chișinău  | Moldawien   | – | Schweden   | 1:4 (0:2) |

| 07.06.2011 | Solna      | Schweden   | – | Finnland    | 5:0 (3:0) |
| 02.09.2011 | Budapest   | Ungarn     | – | Schweden    | 2:1 (1:0) |
| 06.09.2011 | Serravalle | San Marino | – | Schweden    | 0:5 (0:0) |
| 07.10.2011 | Helsinki   | Finnland   | – | Schweden    | 1:2 (0:1) |
| 11.10.2011 | Solna      | Schweden   | – | Niederlande | 3:2 (1:1) |

### Eingesetzte Spieler
Nach der misslungenen Qualifikation zur Weltmeisterschaft 2010 übernahm Erik Hamrén, der als Trainer in Schweden, Dänemark und Norwegen nationale Titel gewonnen hatte, als Nachfolger von Lars Lagerbäck den Posten des schwedischen Nationaltrainers. In den zehn Spielen im Rahmen der Qualifikation setzte er 23 verschiedene Spieler ein, Mikael Lustig, Johan Elmander und Kim Källström bestritten als einzige alle zehn Partien. Als bester Torschütze in der schwedischen Auswahl erwies sich mit fünf Torerfolgen Zlatan Ibrahimović, der zudem in sieben Spielen die Mannschaft als Mannschaftskapitän aufs Spielfeld führte. In drei Spielen vertrat ihn Anders Svensson. Die 31 im Rahmen der Qualifikation erzielten Tore verteilten sich auf 14 verschiedene Spieler sowie zwei Eigentore von San Marino. Beim 6:0-Erfolg gegen San Marino wurde Olof Mellberg des Feldes verwiesen.

## Aufgebot
Nationaltrainer Erik Hamrén gab am 14. Mai sein 23 Spieler umfassendes Aufgebot bekannt. Neben der vorgeschriebenen Nominierung von drei Torhütern berief er sieben Abwehr- und acht Mittelfeldspieler sowie fünf Stürmer. Während kurz vor der Nominierung des Kaders der bis dato verletzte Johan Elmander Entwarnung gab, musste John Guidetti verletzungsbedingt passen.
Der Kader umfasste 20 im Ausland aktive Spieler, lediglich Pär Hansson, Tobias Hysén und Anders Svensson standen bei Klubs aus ihrem Heimatland unter Vertrag. Olof Mellberg bestritt seine vierte Europameisterschaftsendrunde, in seinen drei vorherigen Turnieren war er jeweils in allen Endrundenspielen der schwedischen Landesauswahl zum Einsatz gekommen. Insgesamt gab es mit ihm neun Spieler, die über Spielpraxis bei einer Endrunde verfügen. Mit insgesamt vier Toren bei EM-Endrunden war Zlatan Ibrahimović, der zum dritten Mal bei einer Endrunde im Kader stand, der erfolgreichste Mitreisende. Damit führte er auch zusammen mit Henrik Larsson die Liste der erfolgreichsten Torschützen der schwedischen Nationalmannschaft bei EM-Endrunden vor Tomas Brolin an, der dreimal erfolgreich war. Durch die zwei Tore bei der Endrunde ist Ibrahimović mit 6 Toren nun alleine bester schwedischer EM-Torschütze.
| Trikot- Nr. | Name                  | Verein                           | Geburts- datum | Länderspiel- einsätze | Länderspiel- tore | Debüt         | EM-Spiele                    | Sp.      | Tore     | Rot      | G/R      | Gelb     |
| Torhüter    | Torhüter              | Torhüter                         | Torhüter       | Torhüter              | Torhüter          | Torhüter      | Torhüter                     | Torhüter | Torhüter | Torhüter | Torhüter | Torhüter |
| ----------- | --------------------- | -------------------------------- | -------------- | --------------------- | ----------------- | ------------- | ---------------------------- | -------- | -------- | -------- | -------- | -------- |
| 23          | Pär Hansson           | Helsingborgs IF                  | 22. Juni 1986  | 2                     | 0                 | 19. Jan. 2011 |                              |          |          |          |          |          |
| 01          | Andreas Isaksson      | PSV Eindhoven                    | 3. Okt. 1981   | 96                    | 0                 | 27. März 2002 | 4 (2004), 3 (2008)           | 3        |          |          |          |          |
| 12          | Johan Wiland          | FC Kopenhagen                    | 24. Jan. 1981  | 8                     | 0                 | 18. Jan. 2007 |                              |          |          |          |          |          |
| Abwehr      |                       |                                  |                |                       |                   |               |                              |          |          |          |          |          |
| 15          | Mikael Antonsson      | FC Bologna                       | 31. Mai 1981   | 5                     | 0                 | 22. Jan. 2007 |                              |          |          |          |          |          |
| 04          | Andreas Granqvist     | CFC Genua                        | 16. Apr. 1985  | 21                    | 2                 | 23. Jan. 2006 |                              | 3        |          |          |          |          |
| 02          | Mikael Lustig         | Celtic Glasgow                   | 13. Dez. 1986  | 26                    | 1                 | 19. Jan. 2008 |                              | 2        |          |          |          |          |
| 03          | Olof Mellberg         | Olympiakos Piräus                | 3. Sep. 1977   | 117                   | 8                 | 23. Feb. 2000 | 3 (2000), 4 (2004), 3 (2008) | 3        | 1        |          |          | 1        |
| 13          | Jonas Olsson          | West Bromwich Albion             | 10. März 1983  | 10                    | 0                 | 2. Juni 2010  |                              | 2        |          |          |          | 1        |
| 05          | Martin Olsson         | Blackburn Rovers                 | 17. Mai 1988   | 12                    | 4                 | 29. Mai 2010  |                              | 3        |          |          |          |          |
| 17          | Behrang Safari        | RSC Anderlecht                   | 9. Feb. 1985   | 24                    | 0                 | 13. Jan. 2008 |                              |          |          |          |          |          |
| Mittelfeld  |                       |                                  |                |                       |                   |               |                              |          |          |          |          |          |
| 19          | Emir Bajrami          | FC Twente Enschede               | 7. März 1988   | 17                    | 2                 | 20. Jan. 2010 |                              | 1        |          |          |          |          |
| 06          | Rasmus Elm            | AZ Alkmaar                       | 17. März 1988  | 26                    | 1                 | 24. Jan. 2009 |                              | 2        |          |          |          | 1        |
| 18          | Samuel Holmén         | Istanbul Büyükşehir Belediyespor | 28. Juni 1984  | 28                    | 2                 | 15. Nov. 2006 |                              | 1        |          |          |          | 1        |
| 09          | Kim Källström         | Olympique Lyon                   | 24. Aug. 1982  | 95                    | 16                | 31. Jan. 2001 | 4 (2004), 2 (2008)           | 3        |          |          |          | 1        |
| 07          | Sebastian Larsson     | AFC Sunderland                   | 6. Juni 1985   | 44                    | 6                 | 6. Feb. 2008  | 1 (2008)                     | 3        | 1        |          |          |          |
| 08          | Anders Svensson       | IF Elfsborg                      | 17. Juli 1976  | 130                   | 18                | 27. Nov. 1999 | 3 (2004), 3 (2008)           | 3        |          |          |          | 2        |
| 16          | Pontus Wernbloom      | ZSKA Moskau                      | 25. Juni 1986  | 24                    | 2                 | 18. Jan. 2007 |                              | 1        |          |          |          |          |
| 21          | Christian Wilhelmsson | Al-Hilal                         | 8. Dez. 1979   | 77                    | 9                 | 31. Jan. 2001 | 4 (2004), 1 (2008)           | 3        |          |          |          |          |
| Angriff     |                       |                                  |                |                       |                   |               |                              |          |          |          |          |          |
| 11          | Johan Elmander        | Galatasaray Istanbul             | 27. Mai 1981   | 65                    | 16                | 13. Feb. 2002 | 2 (2008)                     | 2        |          |          |          |          |
| 14          | Tobias Hysén          | IFK Göteborg                     | 9. März 1982   | 23                    | 7                 | 22. Jan. 2005 |                              |          |          |          |          |          |
| 10          | Zlatan Ibrahimović    | AC Mailand                       | 3. Okt. 1981   | 80                    | 33                | 31. Jan. 2001 | 4 (2004), 3 (2008)           | 3        | 2        |          |          |          |
| 22          | Markus Rosenberg      | SV Werder Bremen                 | 27. Sep. 1982  | 33                    | 6                 | 22. Jan. 2005 | 2 (2008)                     | 2        |          |          |          |          |
| 20          | Ola Toivonen          | PSV Eindhoven                    | 3. Juli 1986   | 26                    | 6                 | 14. Jan. 2007 |                              | 2        |          |          |          |          |
| Trainer     |                       |                                  |                |                       |                   |               |                              |          |          |          |          |          |
|             | Erik Hamrén           |                                  | 27. Juni 1957  |                       |                   | 4. Nov. 2009  |                              | 3        |          |          |          |          |

1. 1 2  Stand: 19. Juni (nach dem Spiel gegen Frankreich)
2. ↑  Stand: Vor Beginn der EM-Endrunde
3. ↑  Zudem ein Eigentor durch den Engländer Glen Johnson

## Vorbereitung und Quartier
Kurz nach Auslosung der Gruppenspiele der Endrunde gab der schwedische Verband am 3. Dezember 2011 seine Wahl des Quartiers für die Europameisterschaftsendrunde bekannt. Die Auswahlmannschaft residiert während des Turniers im Platinum Hotel in Kosyn in der Oblast Kiew, das knapp 23 Kilometer von der Hauptstadt der Ukraine entfernt im Süden liegt.
Am 24. Mai kam die Mannschaft zusammen, am selben Tag gab es das erste öffentliche Training im Stadion Gutavallen in Visby. Die weitere Vorbereitung sah Länderspiele gegen Island (3:2) am 30. Mai im Gamla Ullevi in Göteborg und am 5. Juni im Solnaer Råsundastadion gegen Serbien  (2:1) vor, ehe die Auswahl am folgenden Tag nach Kosyn aufbrach.

## Spiele der schwedischen Mannschaft
| Pl.                                                                             | Land       | Sp. | S | U | N | Tore    | Diff. | Punkte |
| ------------------------------------------------------------------------------- | ---------- | --- | - | - | - | ------- | ----- | ------ |
| 1.                                                                              | England    | 3   | 2 | 1 | 0 | 005:300 | +2    | 07     |
| 2.                                                                              | Frankreich | 3   | 1 | 1 | 1 | 003:300 | ±0    | 04     |
| 3.                                                                              | Ukraine    | 3   | 1 | 0 | 2 | 002:400 | −2    | 03     |
| 4.                                                                              | Schweden   | 3   | 1 | 0 | 2 | 005:500 | ±0    | 03     |
| Für die Platzierung 3 und 4 ist der direkte Vergleich maßgeblich (siehe Modus). |            |     |   |   |   |         |       |        |

Vorrundengruppe D:
|                                                          |   |            |           |
| Mo., 11. Juni 2012 um 21:45 Uhr in Kiew (20:45 Uhr MESZ) |   |            |           |
| Ukraine                                                  | – | Schweden   | 2:1 (0:0) |
| Fr., 15. Juni 2012 um 22:00 Uhr in Kiew (21:00 Uhr MESZ) |   |            |           |
| Schweden                                                 | – | England    | 2:3 (0:1) |
| Di., 19. Juni 2012 um 21:45 Uhr in Kiew (20:45 Uhr MESZ) |   |            |           |
| Schweden                                                 | – | Frankreich | 2:0 (0:0) |

## Auszeichnungen
Als einziger Spieler einer in der Vorrunde ausgeschiedenen Mannschaft wurde Zlatan Ibrahimović ins UEFA-All-Star-Team der 23 besten Spieler des Turniers gewählt.